# Легка атлетика на літніх Олімпійських іграх 2008 — біг на 10000 метрів (жінки)
Змагання в бігу на 10 000 метрів серед жінок на Літніх Олімпійських іграх 2008 у Пекіні пройшли 15 серпня на Пекінському національному стадіоні.

## Медалісти
| Золото                 | Срібло                      | Бронза              |
| Тірунеш Дібаба Ефіопія | Елван Абейлеґессе Туреччина | Шелейн Фленеген США |

## Кваліфікація учасників
Національний олімпійський комітет (НОК) кожної країни мав право заявити для участі у змаганнях не більше трьох спортсменів, які виконали норматив А (31.45,00) у кваліфікаційний період з 1 січня 2007 року по 23 липня 2008 року. Також НОК міг заявити не більше одного спортсмена з тих, хто виконав норматив B (32.20,00) за той же період. Кваліфікаційні нормативи були встановлені ІААФ.

## Рекорди
Дані наведені на початок Олімпійських ігор. 
| Світовий рекорд     | Ван Цзюнься (Китай)    | 29.31,78 | Пекін (Китай)      | 8 вересня 1993 року  |
| Олімпійський рекорд | Дерарту Тулу (Ефіопія) | 30.17,49 | Сідней (Австралія) | 30 вересня 2000 року |

За підсумками змагань Тірунеш Дібаба встановила новий олімпійський рекорд.

## Змагання
Використані такі скорочення:
- OR — олімпійський рекорд
- AR — рекорд континенту
- WJR — світовий рекорд серед юніорів
- SB — найкращий результат в сезоні
- PB — найкращий результат у кар'єрі
- NR — національний рекорд
- DNS — не вийшла на старт
- DNF — не фінішувала

| Місце | Спортсмен             | Результат | Примітки |
| ----- | --------------------- | --------- | -------- |
| 1.    | Тірунеш Дібаба        | 29.54,66  | OR, AR   |
| 2.    | Елван Абейлеґессе     | 29.56,34  | AR       |
| 3.    | Шелейн Фленеген       | 30.22,22  | AR       |
| 4.    | Лінет Масаї           | 30.26,50  | WJR, NR  |
| 5.    | Марія Коновалова      | 30.35,84  | PB       |
| 6.    | Інга Абітова          | 30.37,33  | SB       |
| 7.    | Люсі Кабу             | 30.39,96  | PB       |
| 8.    | Лорна Кіплагат        | 30.40,27  | SB       |
| 9.    | Кімберлі Сміт         | 30.51,00  |          |
| 10.   | Кара Гучер            | 30.55,16  | PB       |
| 11.   | Каеко фукус           | 31.01,14  | SB       |
| 12.   | Джо Певі              | 31.12,30  | PB       |
| 13.   | Сабріна Мокенхаупт    | 31.14,21  | PB       |
| 14.   | Ежегайеху Дібаба      | 31.22,18  |          |
| 15.   | Хільда Кібет          | 31.29,69  |          |
| 16.   | Чжан Ін'ін            | 31.31,12  | SB       |
| 17    | Еко Сібуя             | 31.31,13  |          |
| 18    | Пенін Арус            | 31.39,87  |          |
| 19    | Тетяна Аріасова       | 31.45,57  |          |
| 20    | Юкіко Акаба           | 32.00,37  |          |
| 21    | Бай Сюе               | 32.20,27  |          |
| 22    | Аніко Каловікс        | 32.24,83  |          |
| 23    | Кейт Рід              | 32.26,69  |          |
| 24    | Наталі де Вос         | 32.33,45  | SB       |
| 25    | Срідхаран Пріджа      | 32.34,64  |          |
| 26    | Амі Беглі-Йодер       | 32.38,28  |          |
| 27    | Дульсе Марія Родрігес | 32.58,04  |          |
| 28    | Сяокін Донь           | 33.03,14  |          |
| 29    | Ісабель Чека          | 33.17,88  |          |
|       | Асман Лежгауї         | DNF       |          |
|       | Местаует Туфа         | DNS       |          |
|       | Наталія Беркут        | DNS       |          |